# شهرستان کهگیلویه
شهرستان کُهگیلویه، یکی از شهرستان‌های استان کهگیلویه و بویراحمد ایران است. مرکز این شهرستان، شهر دهدشت است.مردم این منطقه از نژاد لر یا لور هستند بر طبق شاهنامه فردوسی بهرام چوبین این نژاد را از هند و به قصد رامشگری(رقص و آواز) و گله داری به ایران آورد ولی بعد از مدتی چون چیزی برای خوردن نداشتند روی به دزدی و راهزنی آوردند.
این شهرستان در تاریخ ۲۳ دی ۱۳۳۷ از شهرستان بهبهان جدا شد و مستقل گردید.

## پیشینه نام
گیلویه یکی از سردارهای ساسانی در بلاد شاپور (دهدشت کنونی) بوده است که در هنگام هجوم سپاه اعراب، با سپاهیان خود در برابر آن‌ها ایستادگی کرد.
نام گیلویه یا جیلویه در کتب تاریخی از جمله کتاب «کهگیلویه و ارجان» اثر «هاینس گاوبه» آمده است.

## موقعیت جغرافیایی
شهرستان کهگیلویه از شمال با شهرستان لردگان استان چهارمحال و بختیاری، از شمال شرقی با شهرستان مارگون، از شمال غربی با شهرستان‌های دزپارت و باغملک استان خوزستان، از غرب با شهرستان‌های لنده و بهمئی، از شرق با شهرستان بویراحمد، از جنوب شرقی با شهرستان چرام، از جنوب با شهرستان گچساران و از جنوب غربی با شهرستان بهبهان استان خوزستان همسایه است.

## مردم‌شناسی
مردم شهرستان کهگیلویه از اقوام لر هستند و به زبان لری سخن می‌گویند؛ همچنین پیرو دین اسلام و مذهب شیعه دوازده‌امامی هستند.

## تقسیمات کشوری
شهرستان کهگیلویه دارای ۴ بخش، ۱۰ دهستان و ۴ شهر به شرح زیر است:

### شهرستان کهگیلویه
| بخش    | مرکز بخش   | جمعیت بخش ۱۳۹۵ | نام دهستان         | مرکز دهستان | جمعیت دهستان ۱۳۹۵ | شهر        | جمعیت شهر ۱۳۹۵ |
| ------ | ---------- | -------------- | ------------------ | ----------- | ----------------- | ---------- | -------------- |
| مرکزی  | دهدشت      | ۸۲٬۱۶۸ نفر     | دهدشت شرقی         | ضرغام‌آباد   | ۱۲٬۲۲۷ نفر        | دهدشت      | ۵۷٬۰۳۶ نفر     |
| مرکزی  | دهدشت      | ۸۲٬۱۶۸ نفر     | دهدشت غربی         | سرمور       | ۸٬۸۲۶ نفر         | دهدشت      | ۵۷٬۰۳۶ نفر     |
| مرکزی  | دهدشت      | ۸۲٬۱۶۸ نفر     | دشمن‌زیاری          | قلعه دختر   | ۴٬۰۲۹ نفر         | دهدشت      | ۵۷٬۰۳۶ نفر     |
| دیشموک | دیشموک     | ۲۰٬۷۴۶ نفر     | بهمئی سرحدی شرقی   | دیشموک      | ۷٬۹۰۴ نفر         | دیشموک     | ۵٬۷۹۱ نفر      |
| دیشموک | دیشموک     | ۲۰٬۷۴۶ نفر     | بهمئی سرحدی غربی   | اسفندان     | ۶٬۶۵۰ نفر         | دیشموک     | ۵٬۷۹۱ نفر      |
| دیشموک | دیشموک     | ۲۰٬۷۴۶ نفر     | آجم                | پاتاوه آجم  | ۴۰۱ نفر           | دیشموک     | ۵٬۷۹۱ نفر      |
| چاروسا | قلعه رئیسی | ۱۶٬۵۵۳ نفر     | طیبی سرحدی غربی    | قلعه رئیسی  | ۷٬۴۴۹ نفر         | قلعه رئیسی | ۳٬۲۶۹ نفر      |
| چاروسا | قلعه رئیسی | ۱۶٬۵۵۳ نفر     | طیبی سرحدی شرقی    | جاورده      | ۵٬۸۳۵ نفر         | قلعه رئیسی | ۳٬۲۶۹ نفر      |
| سوق    | سوق        | ۱۱٬۶۵۵ نفر     | راک                | راک         | ۴٬۳۶۶ نفر         | سوق        | ۶٬۴۳۸ نفر      |
| سوق    | سوق        | ۱۱٬۶۵۵ نفر     | طیبی گرمسیری جنوبی | سوق         | ۸۵۱ نفر           | سوق        | ۶٬۴۳۸ نفر      |

## جمعیت
بر پایه سرشماری عمومی نفوس و مسکن در سال ۱۳۹۵، جمعیت شهرستان کهگیلویه برابر با ۱۳۱٬۳۵۱ نفر بوده است.